# Julio Parise Loro
Julio Parise Loro CSI, auch Giulio Parise, (* 21. Juli 1920 in Cologna Veneta, Italien; † 5. Oktober 2010 in Archidona, Ecuador) war römisch-katholischer Apostolischer Vikar in Napo in Ecuador.

## Leben
Julio Parise Loro trat der Ordensgemeinschaft der Josephiner vom hl. Leonardo Murialdo bei und empfing am 15. August 1944 die Priesterweihe. Er war von 1949 bis 1952 und von 1973 bis 1976 Provinzial des Ordens in Ecuador. Von 1959 bis 1964 war er delegierter Superior für die USA und von 1964 bis 1967 zudem Provinzial mit Sitz in Albuquerque (New Mexico).
Papst Paul VI. ernannte ihn am 5. Oktober 1974 zum Titularbischof von Thagamuta und bestellte ihn zum Weihbischof im Apostolischen Vikariat Napo. Der Apostolische Vikar von Napo, Maximiliano Spiller CSI, spendete ihm am 8. Dezember desselben Jahres die Bischofsweihe; Mitkonsekratoren waren José Félix Pintado Blasco SDB, Apostolischer Vikar von Méndez, und Enrico Bartolucci Panaroni MCCJ, Apostolischer Vikar von Esmeraldas. In seine Amtszeit fiel die Umfirmierung des Bistums Guamá in das heutige Bistum Bragança do Pará.
Nach der Emeritierung Maximiliano Spillers folgte er diesem am 27. April 1978 als Apostolischer Vikar von Napo nach und wurde am 18. Mai 1978 in das Amt eingeführt. Am 2. August 1996 nahm Papst Johannes Paul II. seinen altersbedingten Rücktritt an.